# 액튼 대 베로니아 사건
액튼 대 베로니아 사건(Vernonia School District 47J v. Acton)은 미국 연방대법원 유명 판례이다. 미국 오레건주 베로니아에서 무작위로 학생 운동선수들을 상대로 마약검사를 하는 것의 합헌성 여부를 심사하였다.

## 사건개요
1980년 중반 베로니아시 학교당국은 학생들의 규율문제가 마약사용증가로 인해 심각해지자 다양한 방법을 강구해보았지만 소용이 없었다. 그래서 운동선수들을 대상으로 무작위 마약검사를 시작하였다. 운동부에 참여하기 위해서는 마약검사가 필수가 되었다.

## 판시사항
미국 수정헌법 제4조는 학생 운동선수를 대상으로 무작위 마약검사를 하는 것이 합헌이라고 보았다.

## 같이 보기
- 미국 헌법 수정조항 제4조